# Dariusz Mazur
Dariusz Wojciech Mazur (ur. 25 sierpnia 1970 w Krakowie) – polski sędzia, od 2023 podsekretarz stanu w Ministerstwie Sprawiedliwości.

## Życiorys
Syn Jacka i Elżbiety. Ukończył studia prawnicze, następnie aplikację sądową. Był asesorem i sędzią Sądu Rejonowego dla Krakowa-Podgórza w Krakowie. W 2008 został sędzią Sądu Okręgowego w Krakowie, gdzie przewodniczył III Wydziałowi Karnemu oraz został koordynatorem ds. współpracy międzynarodowej i praw człowieka w sprawach karnych. Wykładał w Krajowej Szkole Sądownictwa i Prokuratury oraz na szkoleniach Europejskiej Sieci Szkolenia Kadr Wymiaru Sprawiedliwości.
Pełnił funkcję rzecznika prasowego Stowarzyszenia Sędziów „Themis”. Zaangażował się w działania sprzeciwiające się zmianom w systemie sądownictwa wprowadzanym przez Zbigniewa Ziobrę, został oskarżony w procesie dyscyplinarnym. Wyróżniony tytułem Europejskiego Sędziego 2015 (za uzasadnienie odmowy ekstradycji Romana Polańskiego) oraz Odznaką Honorową Stowarzyszenia Sędziów Polskich „Iustitia” (2020). 
22 grudnia 2023 został powołany na stanowisko podsekretarza stanu w Ministerstwie Sprawiedliwości, odpowiedzialnego za sprawy sądownictwa.